# A-forma

Struktura A-DNA

A-DNA, nebo také A-forma, je jedna z mnoha možných dvoušroubovicových struktur nukleových kyselin zaujímaná DNA nebo RNA. S nejhojnějším typem helikálního uspořádání - tzv. B-DNA - ji spojuje pravotočivé uspořádání, naopak se liší širším a poněkud více plochým tvarem. Vyznačuje se např. tím, že v jednom závitu je 11 bází, přičemž ty svírají s rovinou dvoušroubovice úhel 20 stupňů. Uvnitř dvoušroubovice vzniká poměrně výrazná axiální dutina.
Voet uvádí, že není zcela jisté, zda se A-DNA vyskytuje za normálních okolností v živých buňkách. Minimálně dvouvláknová RNA a také hybridní DNA/RNA helix však zaujímají A-formu dvoušroubovice, které je velmi podobná A-DNA. Co se týče dvoušroubovice A-DNA, zřejmě v této konformaci existuje většina oligonukleotidů o délce menší než 10 párů bází, což jsou na buňku neobvykle malé a spíše vzácné molekuly. Lokální přeměny z B-DNA na A-DNA však pravděpodobně probíhají i v rámci dlouhých DNA molekul tvořících genomy organismů. A-DNA by mohla např. vznikat v TATA oblasti navázáním transkripčního faktoru TBP či u bakterií pomocí tzv. SASP proteinů. Kompletní přechod z B-DNA na A-DNA nicméně probíhá při poměrně extrémních podmínkách, jako je např. 75% relativní obsah vody.

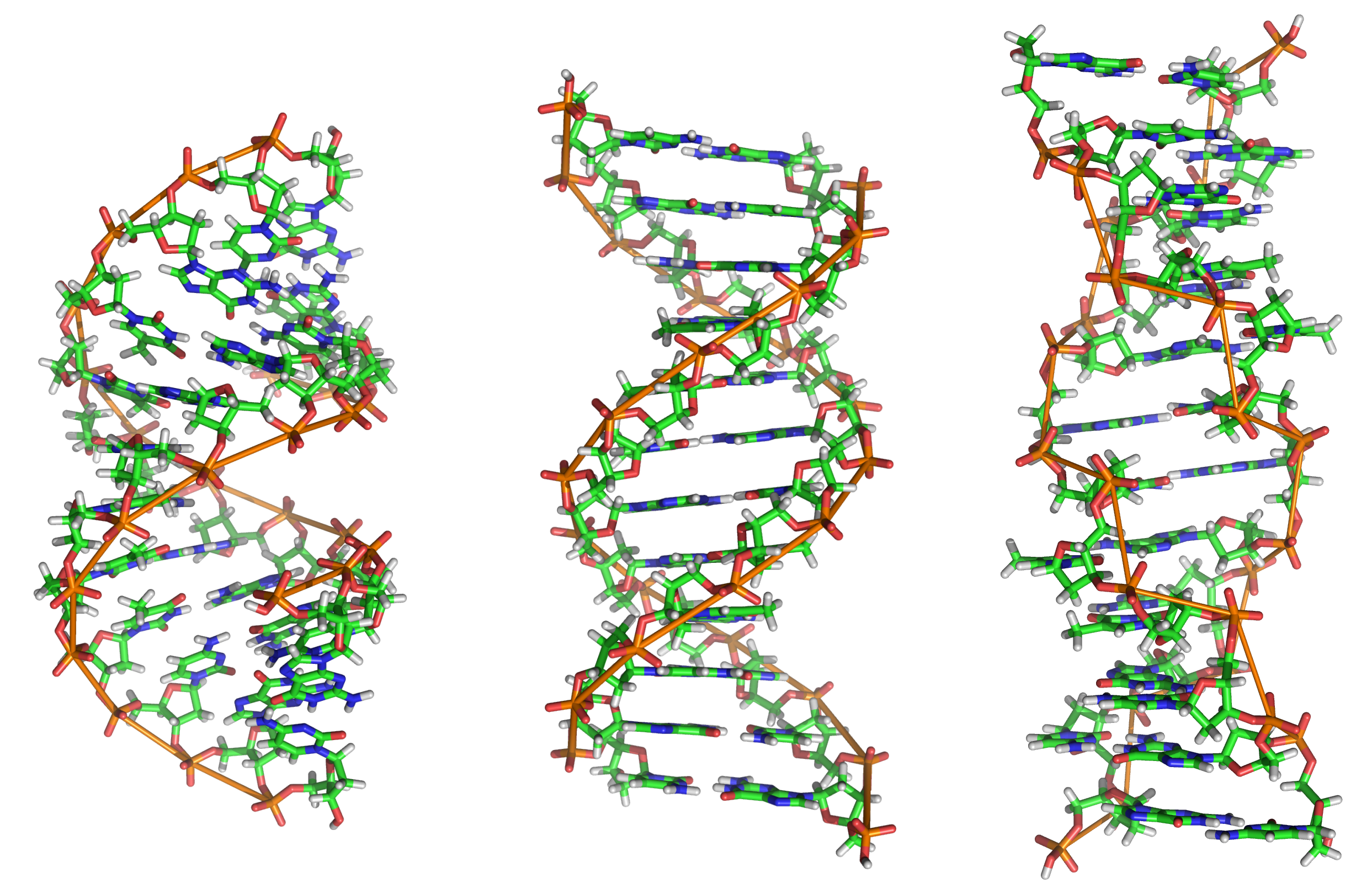
Boční pohled na A-, B-, a Z-DNA

| Atribut                                         | A-DNA            | B-DNA            | Z-DNA                    |
| Točivá tendence šroubovice (chiralita)          | pravotočivá      | pravotočivá      | levotočivá               |
| Opakování                                       | po každém páru   | po každém páru   | po každých dvou párech   |
| Otočení po každém opakování                     | 32,7°            | 34,3°            | -60°/2 páry              |
| Průměrný počet párů na jedno otočení šroubovice | 11               | 10,5             | 12                       |
| Sklon páru k ose                                | 20°              | −1,2°            | -9°                      |
| Vzestup vůči ose na jeden pár                   | 2,3 Å (0,25 nm)  | 3,32 Å (0,34 nm) | 3,8 Å (0,37 nm)          |
| Vzestup vůči ose na jednu otočku                | 28,2 Å (2,82 nm) | 33,2 Å (3,32 nm) | 45,6 Å (4,56 nm)         |
| Průměr                                          | 23 Å (2,3 nm)    | 20 Å (2,0 nm)    | 18 Å (1,8 nm)            |
| Konformace nukleosidu                           | anti             | anti             | C: anti, G: syn          |
| Konformace ribofuranózy                         | C3'-endo         | C2'-endo         | C: C2'-endo, G: C3'-endo |